# Superòxid
Un superòxid o hiperòxid és un compost binari que conté l'anió superòxid O₂-. Es considera que l'oxigen, que sempre té valència 2, té valència 1/2. S'anomenen com els peròxids tan sols canviant peròxid per superòxid o hiperòxid.

## Superòxids iònics
Els superòxids iònics, MO₂, es formen per interacció de l'oxigen molecular (O₂) amb potassi (K), rubidi (Rb) o Cesi (Cs), com a sòlids el color dels quals va del groc al taronja. El NaO₂ pot obtenir-se tan sols per reacció del Na₂O₂ amb O₂ a 300 atm i 500 °C. El LiO₂ no ha pogut aïllar-se. Els superòxids dels alcalinoterris, Mg, Zn i Cd es presenten només en petites concentracions com| a dissolucions sòlides en els peròxids. L'ió O2- posseeix un electró desacoblat. Els superòxids són agents oxidants molt poderosos. Reaccionen vigorosament amb l'aigua:
2 O₂ + H₂O = O₂ + HO₂- + OH-
2 HO₂ =2 OH- + O₂ (Lenta)
La reacció amb el diòxid de carboni, que suposa la formació d'intermedis peroxocarbonat, s'utilitza per a la separació de CO₂ i regeneració de O2 en sistemes tancats (per exemple els submarins). La reacció total és:
4 MO₂(s) +2 CO₂(g) =2 M₂CO₃(s) +3 O₂(g)
A continuació apareixen alguns superòxids:
- KO₂ Superòxid o hiperòxid de potassi.
- CaO₄ Superòxid de calci.
- CdO₄ Superòxid de cadmi.
- MgO₄ Superòxid de magnesi.

## Biologia
Els superòxids són força tòxics a nivell biològic i són desplegats pel sistema immunitari per matar microorganismes invasors. En els fagòcits, els superòxids són produïts en grans quantitats per l'enzim NADPH oxidasa. Mutacions en el gen codificant per aquest enzim causa una síndrome immunodeficient anomenada malaltia granulomatosa crònica caracteritzada per una extrema susceptibilitat a les infeccions, 
Com que els superòxids són tòxics, quasi tots els organismes que viuen en presència de l'oxigen contenen isoformes d'enzims superòxd-dismutasa (SOD) que catalitzen la neutralització de superòxids pràcticament al mateix ritme que es difonen espontàniament per la solució.
En el cas dels llevats que no presenten SOD citosòlic ni mitocondrial creixen molt lentament en medis aerobis, però prou bé sota condicions aeròbies. L'absència de SOD citosòlic produeix un increment considerable de mutacions i inestabilitats genòmiques.